# Bossou Ashadeh
Bossou Ashadeh és una loa de la religió vodú, concretament l'esperit del difunt rei de Dahomey Tegbessou, especialment adorat a Haití. En la seva manifestació petro, Bossou és sovint representat com un toro amb banyes.